# Tetiana Ustiujanina
Tetiana Ustiujanina (ucraïnès: Тетяна Іллівна Устюжаніна)  (Mariúpol, 6 de maig de 1965) és una remadora ucraïnesa, ja retirada, que va competir durant la dècada de 1990.
El 1992, com a membre de l'Equip Unificat, va prendre part en els Jocs Olímpics d'Estiu de Barcelona, on va guanyar la medalla de bronze en la prova del quàdruple scull del programa de rem. Va formar equip amb Antonina Zelikovitch, Katsiarina Karsten i Elena Khloptseva. Quatre anys més tard, sota bandera ucraïnesa, fou vuitena en el doble scull i el 2000, a Sydney, quarta en el quàdruple scull.
En el seu palmarès també destaquen tres medalles al Campionat del món de rem, dues de plata i una de bronze, entre les edicions de 1990 i 1994.